# Chip Pickering
Chip Pickering, właśc. Charles Willis Pickering Jr. (ur. 10 sierpnia 1963) – amerykański polityk, członek Partii Republikańskiej. Od 1997 roku jest przedstawicielem trzeciego okręgu wyborczego w stanie Missisipi do Izby Reprezentantów Stanów Zjednoczonych.